# Pölöznitsa Corona
La Pölöznitsa Corona è una struttura geologica della superficie di Venere.